# (38115) 1999 JJ35
1999 JJ35 (asteroide 38115) é um asteroide da cintura principal. Possui uma excentricidade de 0.09828230 e uma inclinação de 2.44285º.
Este asteroide foi descoberto no dia 10 de maio de 1999 por LINEAR em Socorro.